# Dynamo Tubbergen
Dynamo Tubbergen is een volleybalvereniging in de Nederlandse plaats Tubbergen. De vereniging telt ruim 250 leden, waarvan een groot deel jeugdlid is. Het eerste damesteam speelt in de Topdivisie.